# Die Aufschneider
Die Aufschneider ist der erste Spielfilm von Regisseur Carsten Strauch. Die schwarze Komödie über den Überlebenskampf zweier konkurrierender Krankenhäuser kam am 8. Februar 2007 in die deutschen Kinos und ist eine deutsch-britische Koproduktion von Razor Film Produktion, 3L Filmproduktion und MTV Films Europe.

## Handlung
Im Zuge der Gesundheitsreform in Deutschland wird zwei nebeneinanderliegenden Krankenhäusern ein Ultimatum gestellt: 10 Tage haben beide Kliniken Zeit, um sich von ihrer besten Seite zu zeigen, danach entscheidet eine Kommission bei einem letzten Rundgang, welche von beiden geschlossen werden muss.
Während die Hiobsbotschaft bei den beiden befreundeten, etwas schusseligen Ärzten Dr. Steffen Wesemann und Dr. Klaus Kunze der gemütlichen Eichwaldklinik erst einmal nur Empörung über den abgesagten, wohlverdienten Urlaub auslöst, greift im gnadenlos High-Tech-orientierten Hospital St. Georg der aalglatte Professor Radwanski, ohne zu zögern, zu illegalen Methoden. Er lässt sich mit dem Leiter der Prüfungskommission, einem passionierten Trinker, auf einen illegalen Organdeal ein: Radwanski kann seine Klinik behalten, wenn er Probst eine neue, „jungfräuliche“ Leber besorgt.
Abseits dieser kriminellen Aktivitäten hat sich inzwischen der gutmütige Chef Professor Keller in der Eichwaldklinik eine ganz andere Strategie einfallen lassen. Mit Hilfe seines stets gutgelaunten Schwagers Werner Vierkötter, eines „Wellnessexperten“, will er das innovative Konzept der „Wohlfühlklinik“ etablieren. Nach dem Motto „Nothing’s gonna stop us now“ verdonnert die rheinische Frohnatur Vierkötter auch den schüchternen Wesemann, den nassforschen Kunze und die liebenswürdig-naive Schwester Sylvie dazu, sich mit Dauergrinsen und Konfettiregen für die neue Wellness-Oase zu engagieren. Als die beiden eine fehlende Blutkonserve aus St. Georg besorgen wollen, begegnet der selbsternannte Frauenschwarm Kunze seiner alten Flamme Dr. Christiane Tietz, die inzwischen die Geliebte und Gespielin von Konkurrent Radwanski ist.
Die Situation eskaliert, als Wesemann aus Versehen eine Spenderleber als italienische Delikatesse für sich und Vierkötter zubereitet, die eigentlich für eine Transplantation in der Eichwaldklinik vorgesehen war und auch Radwanskis letzte Chance auf seinen Deal mit dem Leiter der Prüfungskommission darstellt. Während Kunze und der verstörte Wesemann daraufhin versuchen, den Fauxpas und die nicht durchgeführte Lebertransplantation zu verschleiern, setzt Radwanski Dr. Tietz auf den ohnehin schon liebestollen Kunze an, um herauszufinden, welcher Patient die begehrte Leber bekommen hat.

## Kritiken
- film-dienst.de:

„Unverkennbar haben die Autoren Carsten Strauch und Rainer Ewerrien Robert Altmans MASH-Lazarett und Lindsay Andersons Britannia Hospital einen Besuch abgestattet. […] Zwar bietet der Film […] nur Flickwerk aus filmischen Standardsituationen zwischen Arztserie und Klinikthriller à la Coma, aber Strauch und Ewerrien […] beweisen Talent zur punktgenauen Pointe und können sich auf ein gut aufgelegtes Ensemble stützen.“
- KulturSpiegel 2/2007:

„Ist ja irre: Zwei total verrückte Krankenhäuser wettstreiten mit Frohsinn und Arglist. Die wohl als Satire angedachte Klamotte auf Privatsender-Comedy-Niveau – unter anderem von MTV und aus diversen Fördertöpfen finanziert – blödelt immerhin nicht ganz so hirnrissig wie befürchtet.“
- Prisma.de:

„Einer jener zotigen Filme, die gerne jede Grenze des guten Geschmacks überschreiten. Das Ganze ist leider überhaupt nicht lustig. Es sei denn, man mag es, wenn Chirurgen in Eingeweiden rumpopeln, um die verlorene Kontaktlinse wieder zu finden. Mit Krankenhaus-Satire hat das leider nichts zu tun. Schade, dass sich Talente und gute Schauspieler wie Christoph Maria Herbst oder Burghart Klaußner für derlei dilettantischen Mist hergeben!“
- Filmstarts.de:

„Es gibt durchaus häufiger mal missglückte Filme, die gerade aufgrund ihrer bescheidenen Qualität einen ganz eigenen Charme entwickeln, doch „Die Aufschneider“ ist eine durchgängig spaßfreie Tortur – daran kann auch ein routinierter Christoph Maria Herbst nichts mehr ändern.“

## Dreharbeiten
Die sechswöchigen Dreharbeiten fanden in Erfurt und auf Mallorca statt.

## Hintergrund
Regisseur und Autor Carsten Strauch ist im Film auch als Hauptfigur Dr. Steffen Wesemann zu sehen; Co-Autor Rainer Ewerrien übernahm die Rolle von Wesemanns Kollegen Dr. Klaus Kunze.
Das Drehbuch zu Die Aufschneider wurde von Strauch und Ewerrien zusammen mit Kamerafrau Nina Werth geschrieben. Sie hatten schon bei Carsten Strauchs Kurzfilm Das Taschenorgan zusammengearbeitet, der 2001 u. a. für den Deutschen Kurzfilmpreis nominiert war.
Dr. Steffen Wesemann und Dr. Klaus Kunze basieren auf den ebenfalls von Strauch und Ewerrien gespielten Charakteren aus dem Kurzfilm „Das Taschenorgan“.